# 1038

## Esdeveniments
- 4 de juny, Breda: Guerau I de Cabrera i la seva muller Ermessenda de Montsoriu funden el monestir benedictí de Sant Salvador de Breda
- 31 d'agost, Vic, Comtat d'Osona: es consagra la Catedral de Vic.

- Ermengol III, hereta el Comtat d'Urgell.
- Joan Gualbert funda l'abadia i l'Orde de Vallombrosa.

## Naixements
- Salern: Pietro Pappacarbone, sant italià nat a

## Necrològiques
Països Catalans
- Ermengol II, comte d'Urgell

Resta del món
- 15 d'agost: Esteve I d'Hongria, fundador del Regne d'Hongria
- 5 de desembre, Lieja, Principat de Lieja: Reginard de Lieja, príncep-bisbe del mateix principat